# Charaxes ufipa
Charaxes ufipa är en fjärilsart som beskrevs av Jan Kielland 1978. Charaxes ufipa ingår i släktet Charaxes och familjen praktfjärilar. Inga underarter finns listade i Catalogue of Life.